# Желим да се променим
Желим да се променим је други студијски албум српске поп певачице Гоце Тржан, издат 2001. године за Сити Рекордс. Издвојиле су се песме Конобарице, По моме срцу ходај, Ако је Бог дозволио. На албуму се налази и песма 1200 миља, дует са Тошетом Проеским, у српској и македонској верзији. И на овом албуму неке песме је писала Александра Милутиновић.

## Списак песама
| №   | Назив                         | Текст                     | Музика                   | Трајање |  |
| 1.  | Конобарица                    | Никола Грбић (композитор) | Милош Козић              | 3:15    |  |
| 2.  | Желим да се променим          | Никола Грбић              | Никола Грбић             | 3:26    |  |
| 3.  | 1200 миља                     | Снежана Вукићевић Жана    | Нихад Петоњић            | 3:30    |  |
| 4.  | Ни на земљи ни на небу        | Александра Милутиновић    | Александра Милутиновић   | 3:07    |  |
| 5.  | По моме срцу ходај            | Александра Милутиновић    | Нихад Петоњић            | 4:30    |  |
| 6.  | Света водица                  | Жана                      | Ненад Стефановић Јапанац | 3:07    |  |
| 7.  | Странци                       | Александра Милутиновић    | Александра Милутиновић   | 3:08    |  |
| 8.  | Све ће на своје доћи          | Ранко Слијепчевић         | Ранко Слијепчевић        | 2:49    |  |
| 9.  | На тебе падам                 | Александра Милутиновић    | Александра Милутиновић   | 3:40    |  |
| 10. | Парадајз зелени и ружа црвена | Никола Грбић              | Александра Милутиновић   | 3:35    |  |
| 11. | Ћутање                        | Александра Милутиновић    | Александра Милутиновић   | 3:40    |  |
| 12. | Не играј се ватром            | Александра Милутиновић    | Александра Милутиновић   | 2:50    |  |
| 13. | Где си да си нека си          | Жана                      | Ненад Стефановић Јапанац | 2:56    |  |
| 14. | Ако је бог дозволио           | Александра Милутиновић    | Александра Милутиновић   | 2:59    |  |
| 15. | Не умем да те не волим        | Александра Милутиновић    | Александра Милутиновић   | 3:35    |  |
| 16. | 1200 миљи                     | Огнен Неделковски         | Нихад Петроњић           | 3:31    |  |